# Dalberg (bei Bad Kreuznach)

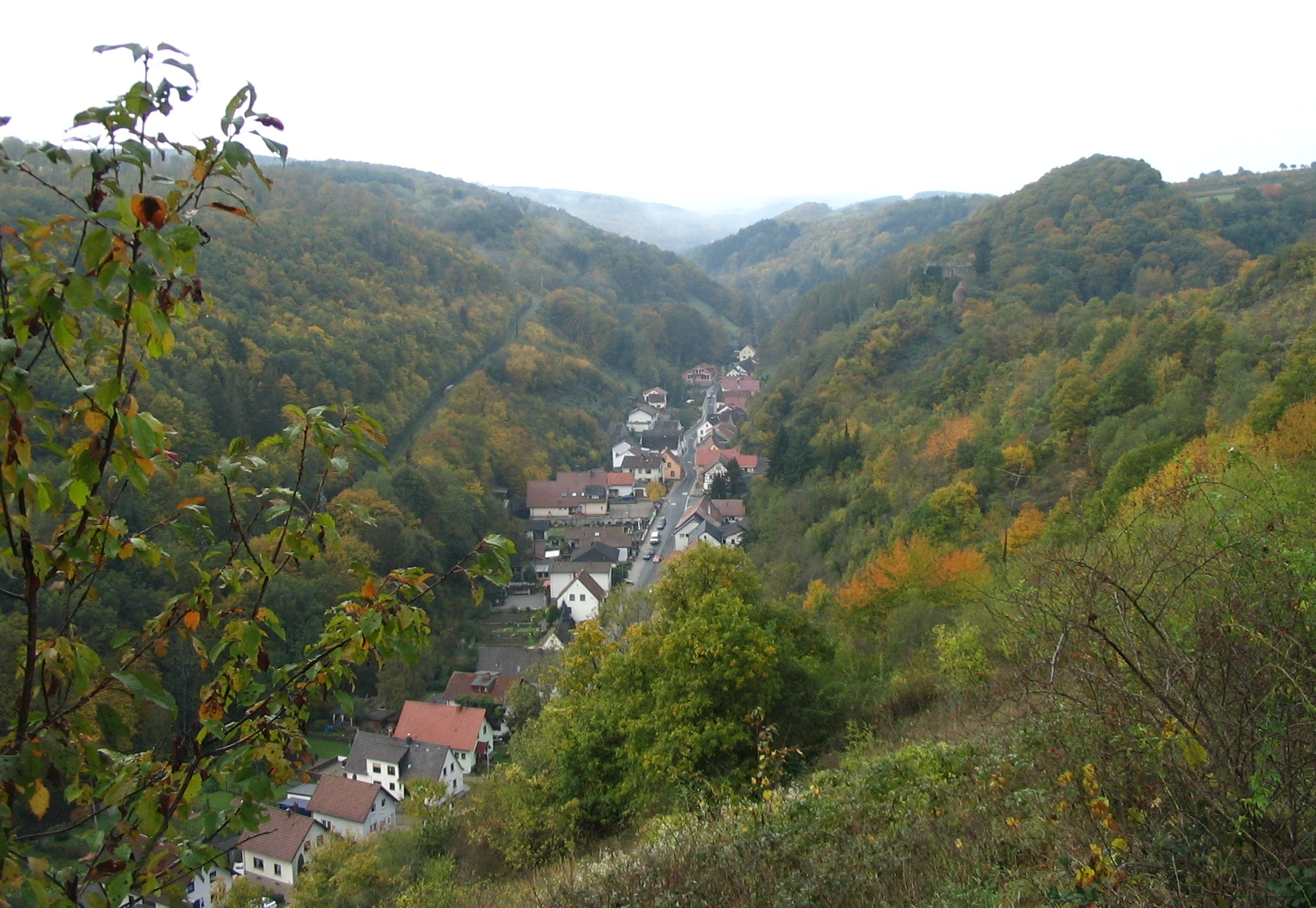
Dalberg im Gräfenbachtal

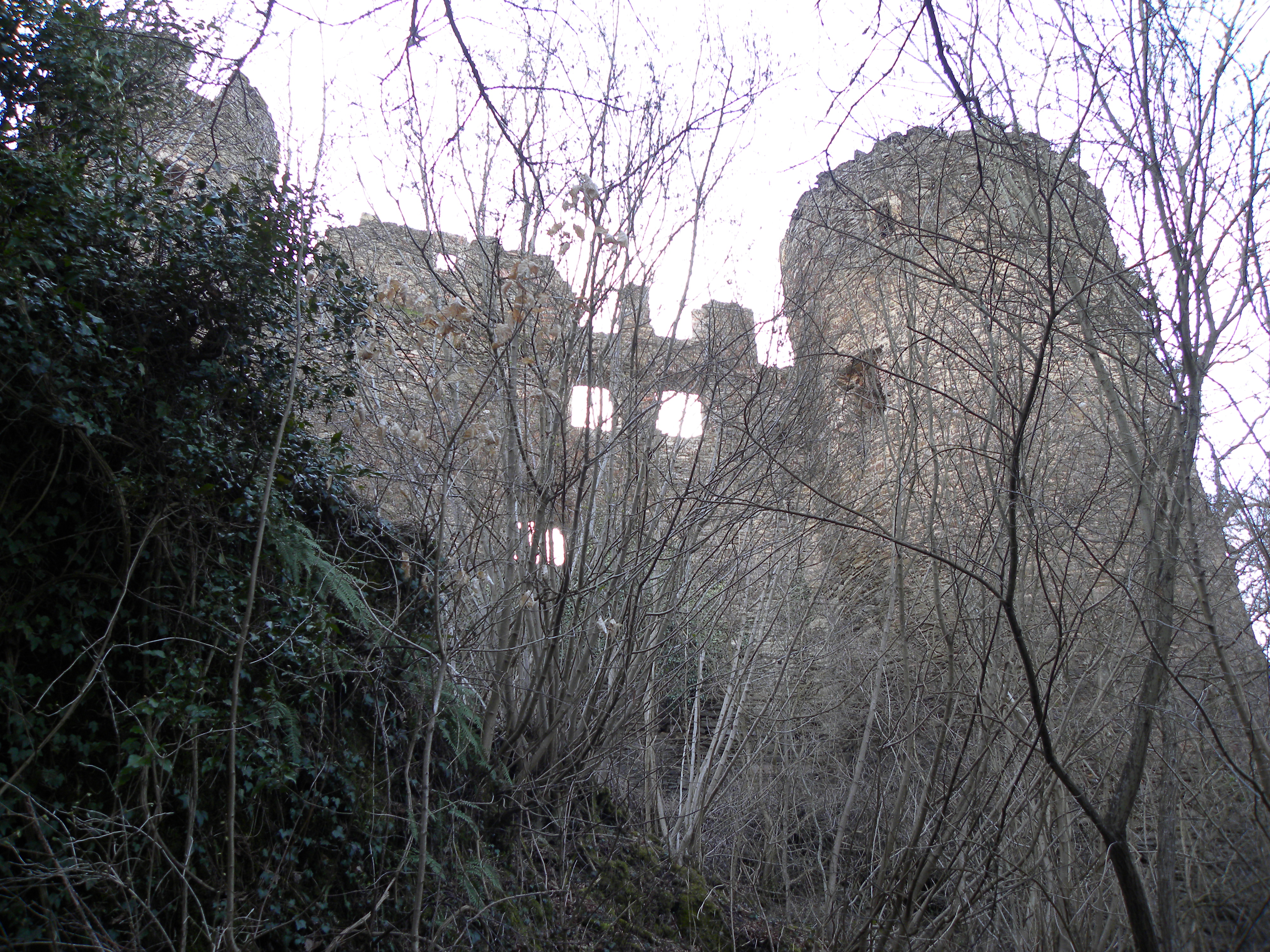
Dalburg

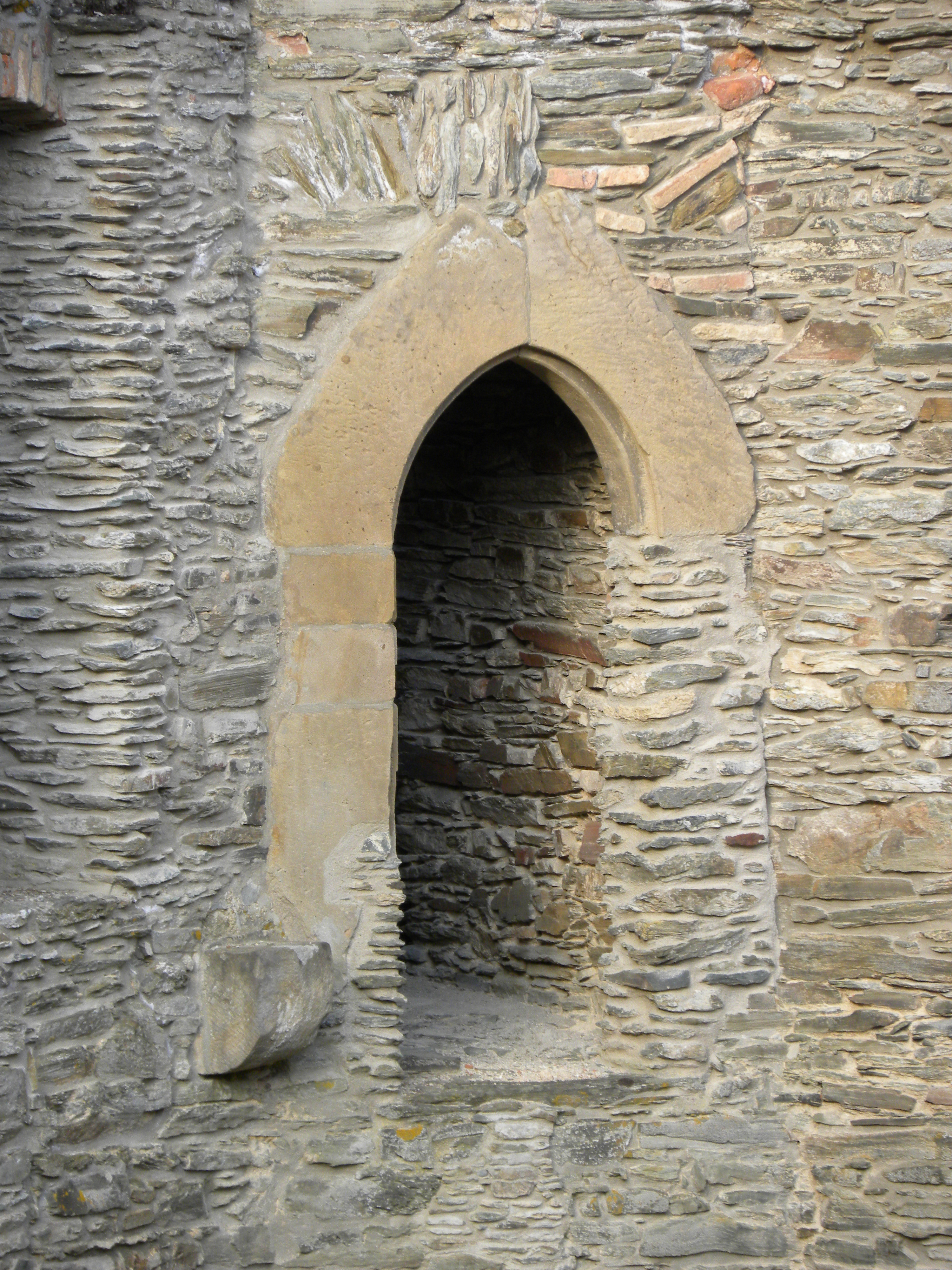
Dalburg

Dalberg ist eine Ortsgemeinde im Landkreis Bad Kreuznach in Rheinland-Pfalz. Sie gehört der Verbandsgemeinde Rüdesheim an.

## Geographie
Dalberg liegt im Gräfenbachtal im Hunsrück. Im Osten befindet sich Wallhausen, im Südwesten Argenschwang und nordwestlich liegt Spabrücken.

## Geschichte
Die Burg der Herren von Dalberg wurde um 1150/70 erbaut. Der Ort entstand wahrscheinlich erst mit oder nach Errichtung der Burg und gehörte ursprünglich zu dem Dorf Wallhausen. Im Dreißigjährigen Krieg verlor das Dorf etwa 2/3 seiner Bevölkerung.
Einwohnerentwicklung
| Jahr | Einwohner | Anmerkung                       |
| ---- | --------- | ------------------------------- |
| 1520 | 55        | Hochrechnung nach Beres, S. 146 |
| 1620 | 95        | Hochrechnung nach Beres, S. 146 |
| 1660 | 32        | Hochrechnung nach Beres, S. 146 |
| 1678 | 36        | Hochrechnung nach Beres, S. 146 |
| 1730 | 104       | Hochrechnung nach Beres, S. 146 |
| 1790 | 150       | Schätzung nach Beres, S. 146    |

## Politik

### Gemeinderat
Der Gemeinderat in Dalberg besteht aus den Ratsmitgliedern, die in einer Mehrheitswahl gewählt wurden, und dem Vorsitzenden.

### Bürgermeister
Ortsbürgermeister ist Torsten Friedrich. Die Wahl erfolgte durch den Gemeinderat.
Der Vorgänger war Dirk Ballhorn.

## Kultur und Sehenswürdigkeiten
Über Dalberg thront die Burgruine Dalberg, früher Sitz der Freiherren von Dalberg.
Im Ort gibt es eine kleine Kirche aus dem Jahr 1485 mit einem Anbau aus dem 18. Jahrhundert. Die Kirche enthält alte Wandmalereien aus dem 15. Jahrhundert.
Siehe auch: Liste der Kulturdenkmäler in Dalberg